# Ernest le rebelle
Ernest le rebelle ist eine französische Abenteuerkomödie aus dem Jahr 1938. Der nach dem Roman von Jacques Perret von Regisseur Christian-Jaque mit Fernandel in der Hauptrolle inszenierte Streifen mit Elementen des Westernfilms wurde im deutschen Sprachraum nicht aufgeführt.

## Handlung
Ernest Pic ist Akkordeonspieler auf einem Kreuzfahrtschiff, das nach Südamerika unterwegs ist. Die wohlhabende Passagierin Suzanne Gringue missdeutet seine durch Seekrankheit hervorgerufenen Gesichtsausdrücke als Interesse an ihrer Person, was zu einer Auseinandersetzung mit ihrem Ehemann führt. Während eines Landaufenthaltes hält die Darbietung einer eingeborenen Tänzerin Ernest auf, so dass das Schiff ohne ihn weiterfährt.
Der verzweifelte Ernest lässt sich von Tonio für ein Bananenkonsortium anwerben und findet sich als halbversklavter Arbeiter in Mariposa wieder; in Demosthenes findet er einen Leidensgenossen. Ernest erzählt von den Vorfällen auf der Plantage dessen Besitzer, der sich als Emmanuel Gringue entpuppt, der Ehemann der Dame auf dem Schiff. Zwar versucht Suzanne, Ernest zu beschützen, doch Gringue stellt dem Gouverneur der Gegend, einem trunksüchtigen Tyrannen, immer wieder Arbeiter seiner Plantage als Soldaten zur Verfügung, um in Ruhe seine Geschäfte machen zu können; so wird nun aus Ernest ein Mitglied der Navy.
Ernest lernt schwimmen, kann jedoch seine Seekrankheit nicht besiegen und schlägt vor Übelkeit den Admiral nieder, was ihm eine Anklage einbringt, deren im Schnellverfahren erlangtes Ergebnis ein Todesurteil ist. In seiner Zelle findet er sein Akkordeon, dessen Klänge das Ohr des Gouverneurs erfreuen. Nach kurzer daraufhin angeordneter Freiheit landet er jedoch gleich wieder in der Zelle, denn der Admiral wird erschossen aufgefunden. Demosthenes befreit Ernest und gelangt zu einer Rebellengruppe, deren Anführer er wird. Die Rebellen können dann den Gouverneur, Tonio und Gringue ausschalten; Ernest wird die Zukunft mit Suzanne in Freiheit verbringen.

## Kritik
Jean Sicilier schreibt in Télérama: „Ernest le rebelle ist einer der besten von Christian-Jaques' sechs Filmen mit Fernandel, die er zwischen 1936 und 1938 drehte. Der Film profitiert von der Kraft seiner literarischen Herkunft. Seine ungezügelte Komik, die aber nie das ursprüngliche Werk verleugnet, findet in den komischen Fähigkeiten Fernandels einen angemessenen Ausdruck.“

## Bemerkungen
Der Film wurde in der Region um Nizza gedreht. Die zwei Filmsongs „Ernestito“ und „Ma Créole“ von Casimir Oberfeld und Jean Manse werden vom Hauptdarsteller interpretiert.